# Franz Zweifler
Franz Zweifler (cvájfler), avstrijski agronom, šolnik ter vinogradniški in vinarski strokovnjak,  * 17. november 1859,  Slovenska Gorica (nem. Goritz bei Radkersburg), † 19. marec 1939, Radgona (nem. Bad Radkersburg). 

## Življenje in delo
Ljudsko in meščanansko šolo je obiskoval v Radgoni, vinarsko in sadjarsko šolo v Mariboru (do 1879). Po opravljeni praksi na posestvu nadvojvode Friderika v Letovicah na Moravskem (1879–1882) je bil sprejet na višjo šolo za sadjarstvo in vinogradništvo v Geisenheimu, 1884 pa se je kot izredni slušatelj vpisal na visoko kmetijsko in gozdarsko šolo na Dunaju. Po diplomi je bil strokovni učitelj na šoli v Geisenheimu, od 1899–1919 pa ravnatelj Vinarske in sadjarske šole v Mariboru, kjer je dogradil novo šolsko poslopje, vinsko klet in sadno predelovalnico, uredil sodobne sadovnjake in vinograde in s tem povzdignil sloves šole. Leta 1924 se je preselil v Radgono in bil do 1936 svetovalec podjetja Clothar Bouvier v Gornji Radgoni.  
V učbeniku Lehrbuch des Weinbaues und der Weinbehandlung für Weinbauer und Kellerwirthe, sowie für Weinbauschulen (Berlin, 1924) je med drugim opisal svoje izkušnje pri pridelovanju vina v slovenskem delu Štajerske. Po njej je enolog A. Žmavc priredil in v slovenščini izdal knjigo Vinarstvo. (COBISS) V nemških in slovenskih časopisih je objavljal strokovne članke.